# Бъки Пицарели
Джон Пол Пицарели (на английски: John Paul 'Bucky' Pizzarelli), известен с прякора Бъки, е американски джаз китарист и банджист.
Негови деца са китаристът Джон Пицарели и контрабасистът Мартин Пицарели.
Имал е трудови взаимоотношения с Ен Би Си, като работник за Дик Кавет (1971), както и в Ей Би Си, този път за Боби Розънгардън (1952). Списъкът с музиканти, с които е работил, включва Лес Пол, Стефан Грапели, както и Бени Гудман. Определя като важни за неговото развитие Джанго Райнхарт, Фреди Грийн и Джордж ван Епс.